# Mladé Buky
Mladé Buky (deutsch Jungbuch) ist ein langgezogener Flecken in Tschechien.

## Geografie

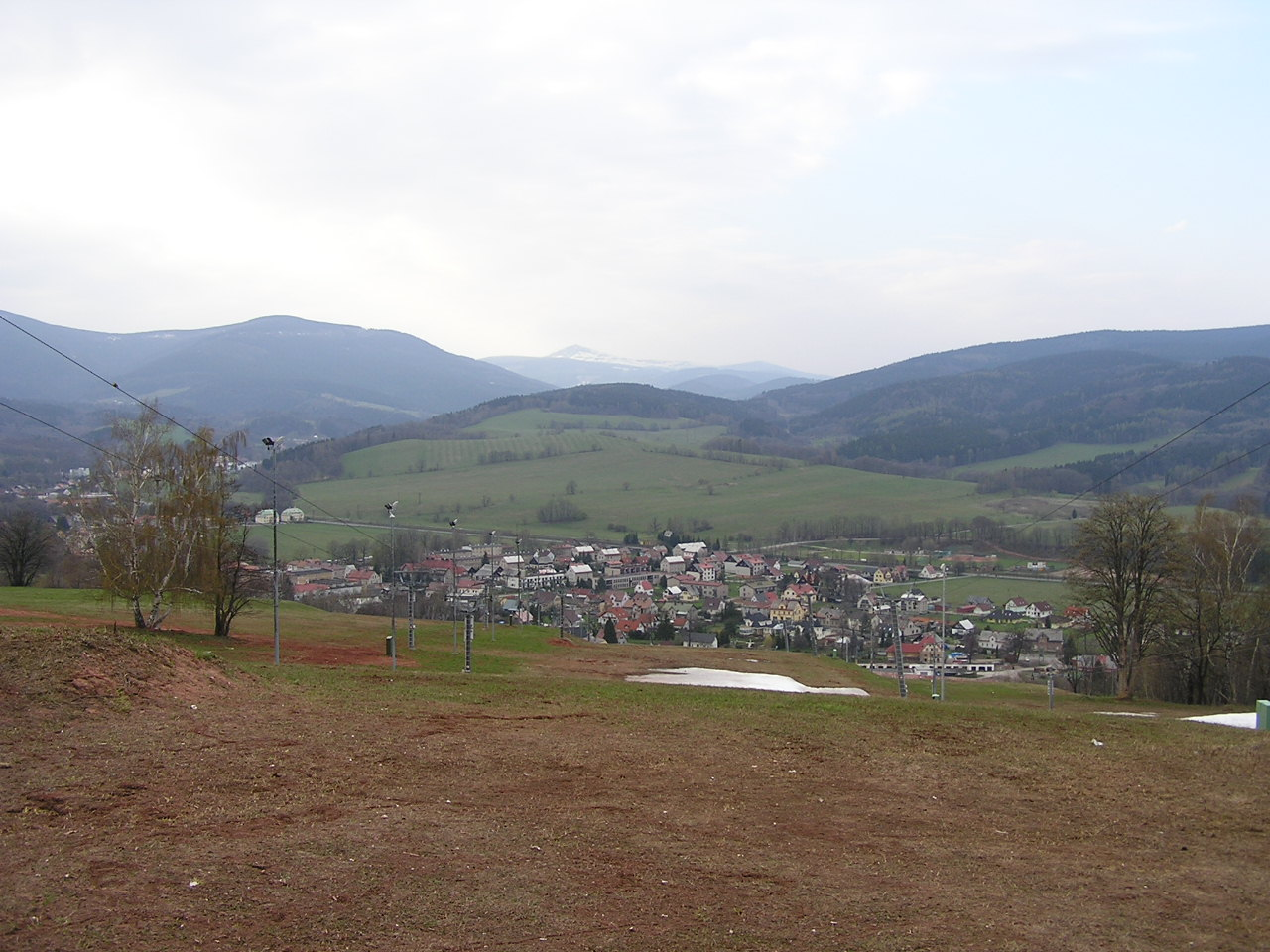
Mladé Buky

Die mittlere Höhe ist 476 m ü. NN. Der Ort liegt südlich des Rehorngebirges im engen Tal der Aupa, 8 km flussaufwärts von Trutnov (Trautenau). Flussabwärts folgen die Orte Kalná Voda (Trübenwasser), Horní Staré Město (Ober Altstadt) und Dolní Staré Město (Nieder Altstadt), flussaufwärts Svoboda nad Úpou (Freiheit an der Aupa).

## Geschichte
Der Ort wurde Mitte des 13. Jahrhunderts von deutschen Kolonisten gegründet, die dem Ruf König Wenzels I. gefolgt waren, das Land zu erschließen. Die ersten Siedler waren wahrscheinlich Köhler, die dort ihre Meiler errichteten. Schon im Mittelalter gab es in der Umgebung Glashütten, die auf Holzkohle angewiesen waren. Mit der Zeit siedelten sich weitere Menschen an. Die deutschen Einwohner sowie die Nachfahren der Köhler, die auch den Familiennamen Köhler trugen, lebten noch bis zur Vertreibung der Deutschböhmen 1945 in Jungbuch, dann wurden sie größtenteils nach Deutschland deportiert. Nur noch eine Familie in Jungbuch kann ihre Wurzeln bis auf diese Familie Köhler zurückführen. 1939 hatte der Ort 3903 Einwohner.
Der Ort war lange Zeit landwirtschaftlich geprägt. Johann Faltis errichtete 1836 Flachsspinnereien und begründete damit die mechanische Flachsgarnspinnerei in Österreich. Ab Mitte des 19. Jahrhunderts entstanden weitere Industriebetriebe, z. B. Zweigwerke der Firmen Etrich und Hönig (Textilindustrie) und der Ort wurde Teil des Gerichtsbezirks Trautenau bzw. des Bezirks Trautenau.
Nach dem Münchner Abkommen wurde der Ort dem Deutschen Reich zugeschlagen und gehörte bis 1945 zum Landkreis Trautenau. In Jungbuch existierte von 1944 bis zur Befreiung ein Zwangsarbeitslager für Frauen des KZ Groß-Rosen, in Trübenwasser war von Sommer 1942 bis März 1944 ein Zwangsarbeitslager für Frauen eingerichtet.
Die Textilfabriken wurden nach 1945 verstaatlicht und unter dem Namen Texlen in einem Kombinat zusammengefasst.
Der Tischlermeister Franz Baudisch begann 1891 in Jungbuch-Trübenwasser als erster in Österreich-Ungarn mit der Herstellung von Skiern. Seit 2006 besitzt Mladé Buky wieder den Status eines Městys.

## Gemeindegliederung

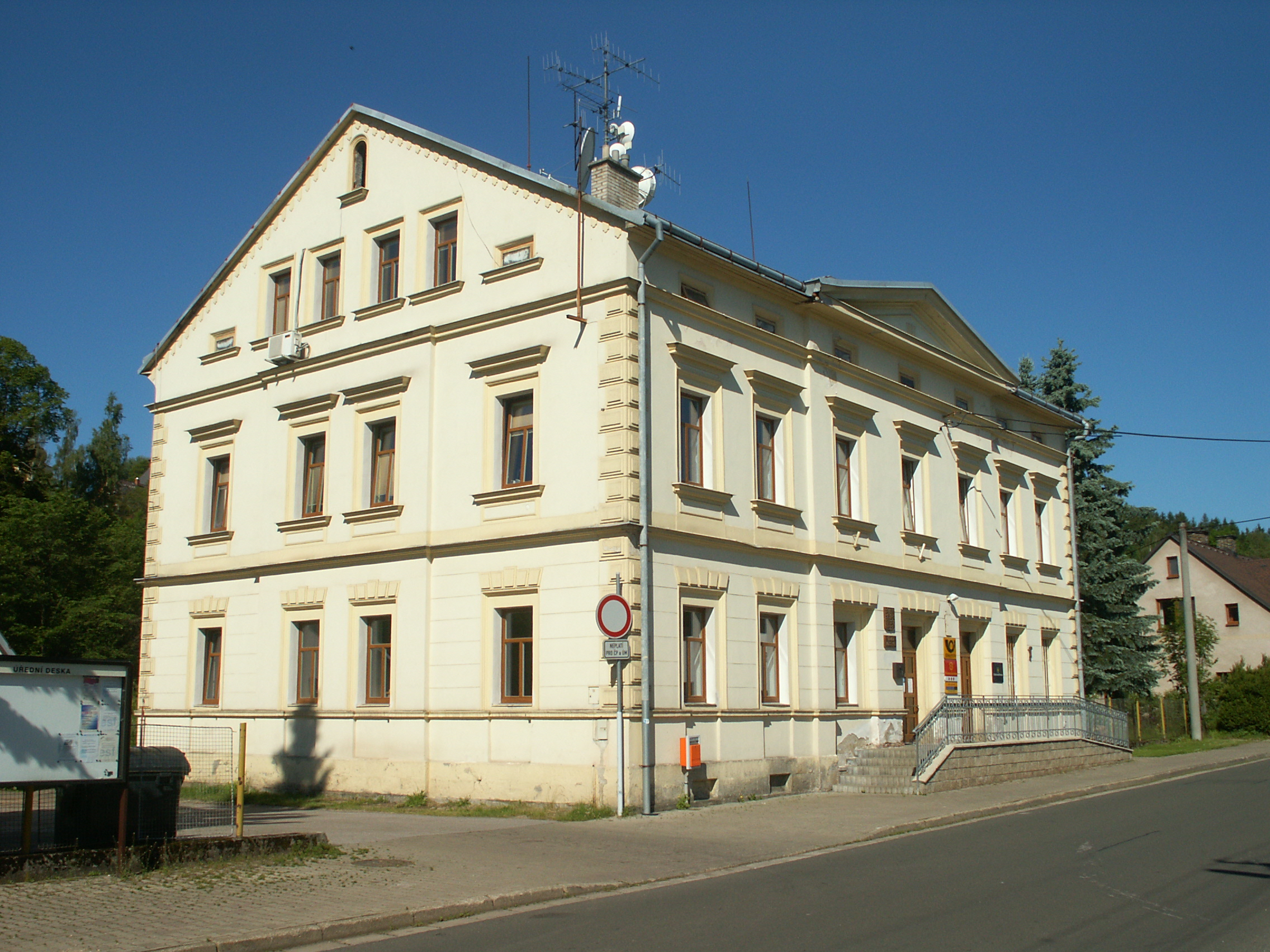
Rathaus und Postamt

Die Gemeinde Mladé Buky besteht aus den Ortsteilen Hertvíkovice (Hartmannsdorf), Kalná Voda (Trübenwasser) und Mladé Buky (Jungbuch).

## Touristik
Jungbuch ist in heutiger Zeit ein Fremdenverkehrsort und im Winter ein Skigebiet mit Sessellift. Außerdem gibt es eine Bahnstation.

## Verkehr
Der Bahnhof Kalná Voda (Trübenwasser) und der Haltepunkt Mladé Buky (Jungbuch) befinden sich an der Bahnstrecke Trutnov–Svoboda nad Úpou, welche von der Verkehrsgesellschaft GW Train Regio mit Regionalzügen bedient wird.
Durch den Ort verläuft die Straße I/14 (Nachod-Harrachov (Harrachsdorf)), von der vor Kalná Voda die II/300 über Schatzlar nach Königshan abzweigt. Die II/296 führt über das benachbarte Svoboda nad Úpou weiter hinauf bis Pec pod Sněžkou (Petzer).